# إلشولتزية أمورية
إلشولتزية أمورية (الاسم العلمي:Elsholtzia amurensis) هي نوع من النباتات يتبع جنس الإلشولتزية من الفصيلة الشفوية. سمي هذا النوع نسبة إلى منطقة أمور في روسيا.